# Meersburg
Meersburg és una ciutat d'Alemanya que pertany a l'estat de Baden-Württemberg, districte de Bodensee. Està situada a la riba nord del llac Constança, al sud-oest d'Alemanya.

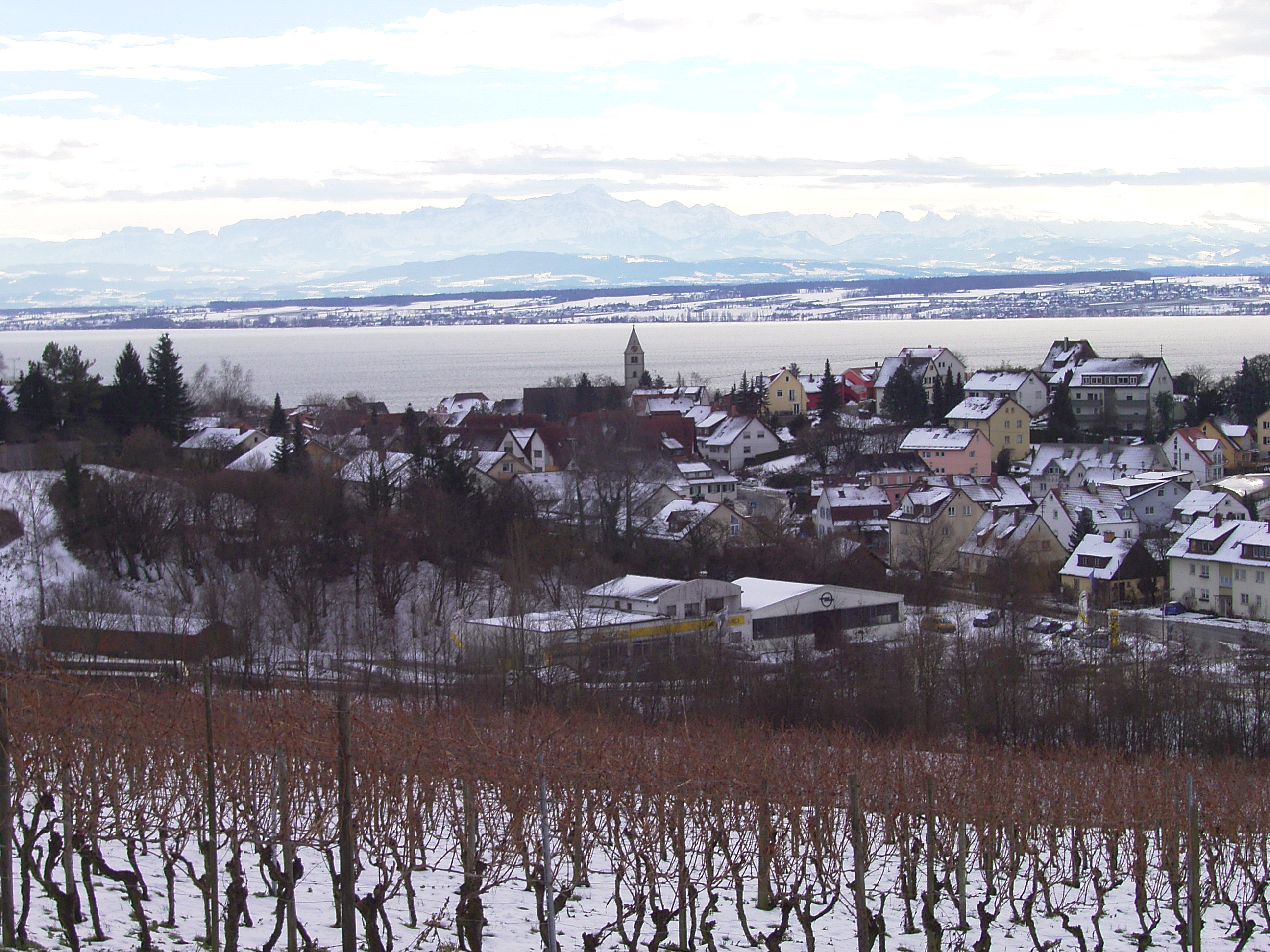
Meersburg, el llac Constança i els Alps

## Monuments i llocs d'interès
La ciutat es troba al Circuit alemany de l'entramat de fusta per causa del seu patrimoni ric d'edificis amb entramat de fusta.